# Palazzo dell'Arte dei Giudici e Notai
Il Palazzo dell'Arte dei Giudici e Notai o del Proconsolo è un edificio storico di Firenze, situato in via del Proconsolo 6 e 16 rosso, con affaccio anche su via dei Pandolfini 50 rosso e un accesso staccato al 34.

## Storia e descrizione
Per quanto la letteratura offra indicazioni contrastanti sulla data di fondazione dell'edificio, ora collocandola nel XIII secolo (in relazione alla nascita nel 1282 delle corporazioni), ora nel XIV secolo, magari su una torre dell'XI secolo, è certo che questa era nel XV secolo la sede dell'Arte dei Giudici e dei Notai e di conseguenza residenza del Proconsolo (da cui la denominazione storica dell'edificio, del canto e della strada). 
In particolare, negli ambienti al piano terreno è da riconoscere l'antica sala dell'Udienza, dove erano stati realizzati affreschi nel Trecento e quindi nel Quattrocento in memoria di fiorentini illustri. Nel 1498 l'Arte affittò parte del palazzo alla famiglia dei Pandolfini e quindi, nel 1581, lo vendette a Filippo Giunti, la cui famiglia aveva sulla cantonata opposta la sede della celebre libreria. 

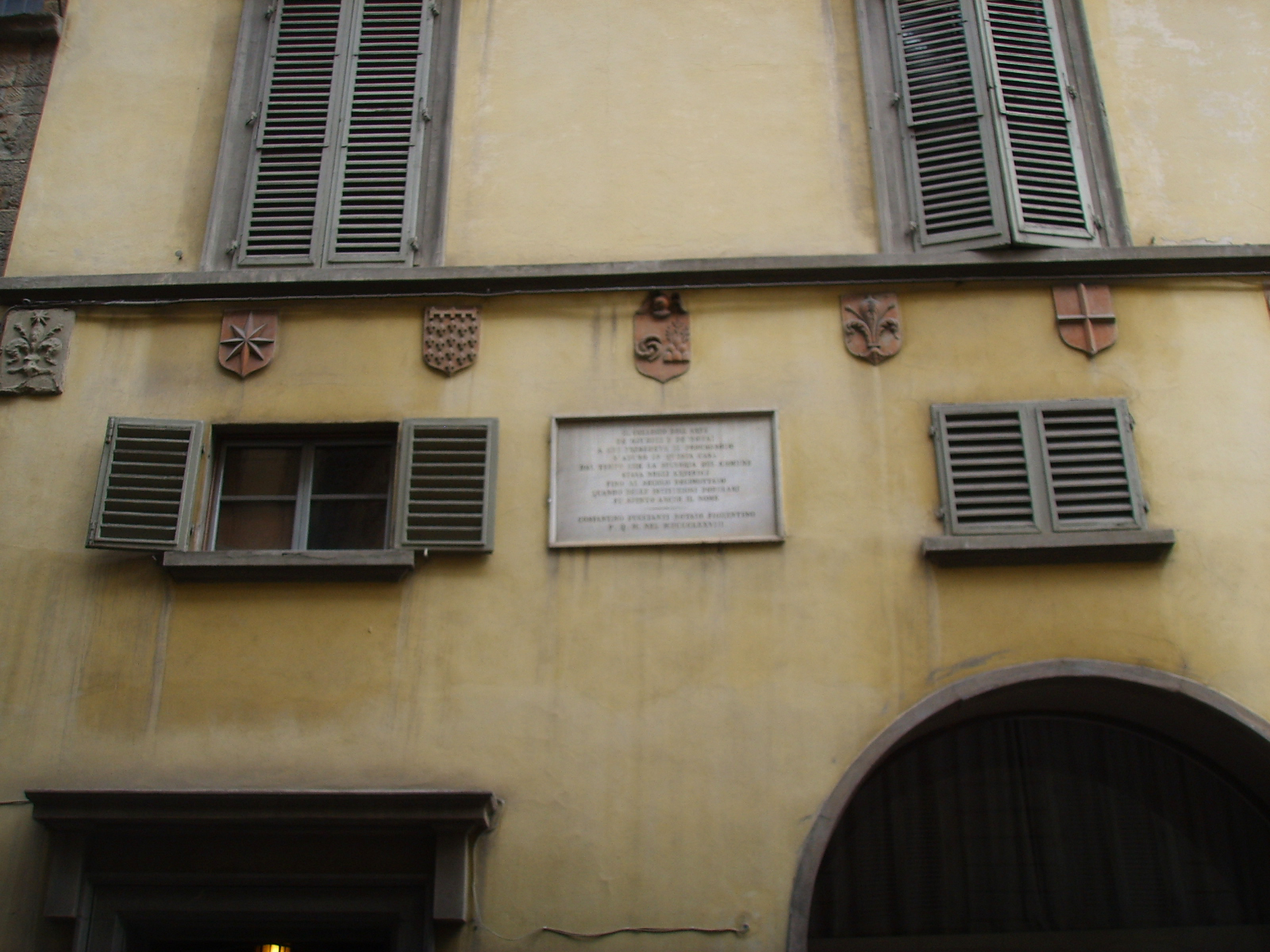
Gli stemmi e la lapide sulla facciata

Nel 1832, oramai passato alla famiglia Landini, il palazzo fu oggetto di un radicale intervento di trasformazione da parte dell'architetto Giuseppe Martelli. Sempre a questo periodo risale l'inserimento sulla facciata dell'arme in terracotta della famiglia Landini già del Lasca, con tre pesci abboccati per la coda, e, molto probabilmente, dei gigli in pietra coronati da una stella a otto punte (in riferimento all'Arte dei Giudici e dei Notai). 
A questa data l'edificio, che già aveva subito nel corso dei secoli manomissioni alla struttura originaria, perse del tutto il carattere proprio dell'architettura medioevale, trasformandosi in una palazzina peraltro dal tono sufficiente anonimo, quale oggi possiamo osservare. Il successivo proprietario, il notaio fiorentino Costantino Puccianti, professionalmente interessato a rivalutare l'antica storia dell'edificio dove aveva posto la sede del proprio studio, fece applicare (1878) un'epigrafe e altri stemmi in terracotta ai lati dell'arme dei Landini in ricordo dell'Arte, con il giglio del Comune, la stella a otto punte dei Giudici e dei Notai, la croce del Popolo, l'aquila di parte Guelfa. Probabilmente fu in questo periodo che venne creato l'accesso monumentale su via dei Pandolfini 34.
| IL COLLEGIO DELL'ARTE DE' GIUDICI E DE' NOTAI A CUI PRESIEDEVA IL PROCONSOLO S'ADUNÒ IN QUESTA CASA DAL TEMPO CHE LA SIGNORIA DEL COMUNE STAVA NEGLI ARTEFICI FINO AL SECOLO DECIMOTTAVO QUANDO DELLE ISTITUZIONI POPOLARI FU SPENTO ANCHE IL NOME COSTANTINO PUCCIANTI NOTAIO FIORENTINO P. Q. M. NEL MDCCCLXXVIII |

Sempre in questo periodo furono scoperte, nel 1882, tracce degli antichi affreschi e segnalato il fatto alla Soprintendenza. Tra il 1933 e il 1935, anni nei quali l'antica sala dell'udienza era stata adibita a negozio di proprietà Genazzani (negozio di tessuti, che aveva purtroppo scaffalature poggianti direttamente sulle pareti), la Soprintendenza provvide a riportare alla luce quanto rimaneva delle antiche pitture, che sono state oggetto di un più mirato intervento in questi ultimi anni per le cure del nuovo proprietario, che ha provveduto anche a valorizzarle adeguatamente. 
Oggi il palazzo appartiene a privati che, nel pieno rispetto del valore storico e culturale del sito, lo utilizzano per un'attività ristorativa.

### Gli affreschi

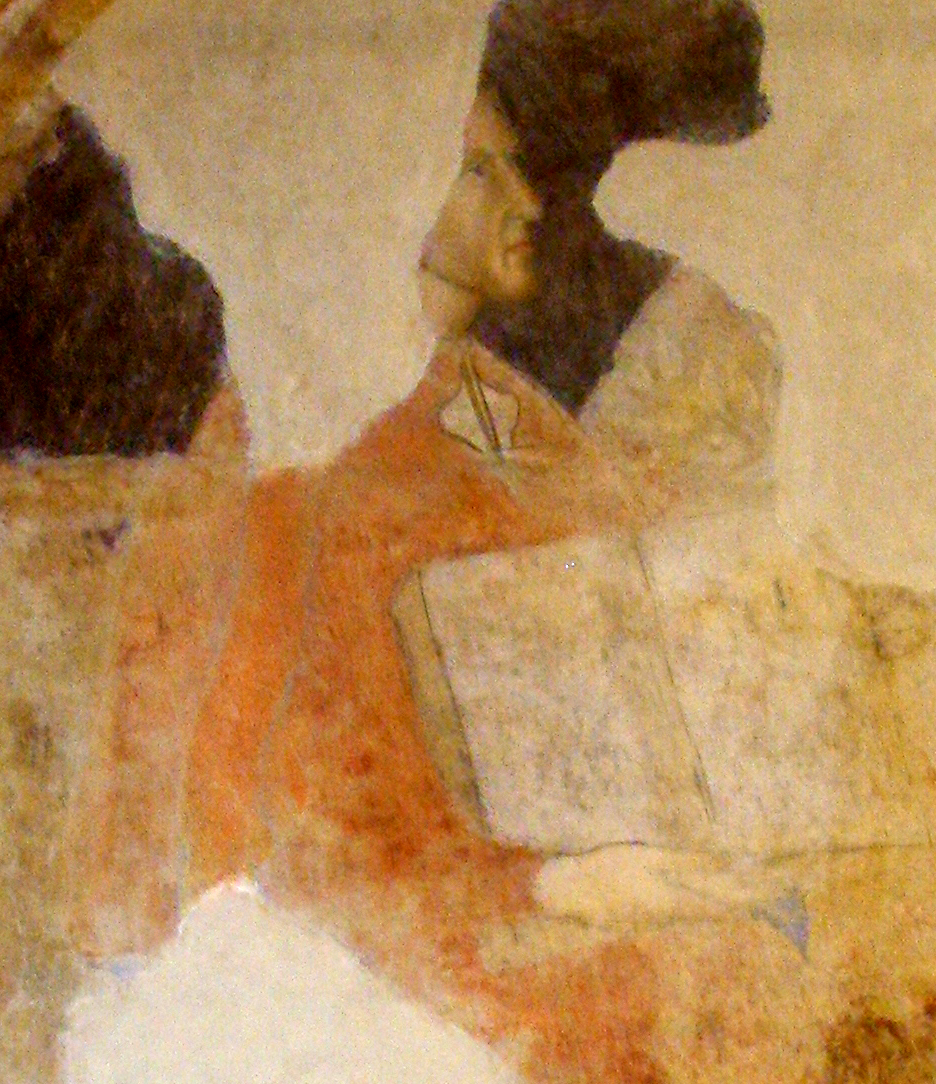
Il ritratto di Dante

Nell'edificio si conserva un prezioso ciclo di affreschi realizzati sotto il console dell'Arte Domenico Silvestri, poeta e amico di Coluccio Salutati. Sebbene molto compromesso, il ciclo conserva alcune tracce della Firenze medievale altamente significative: innanzitutto il ciclo dei poeti fiorentini, dove sono raffigurati i più antichi 'ritratti' documentati di Dante e di Giovanni Boccaccio, che per prima riconobbe Maria Monica Donato, la studiosa cui si deve la riscoperta di questo ciclo. In particolare, il ritratto dantesco ha suscitato un largo interesse perché, assieme al ritratto di pochi anni precedente nella cappella del Bargello, dimostrerebbe che le fattezze del poeta sono ben lontane dall'iconografia tradizionale derivata dal Rinascimento in poi, con il naso pronunciato e aguzzo e la fronte accigliata. Dante doveva avere sì un naso lungo, ma non aquilino come siamo abituati a immaginarlo dopo la celebre serie di incisioni per illustrare la Divina Commedia di Gustave Doré.
La celebrazione degli scrittori fiorentini rientrava nel programma espresso da Coluccio Salutati, umanista famoso e cancelliere fra il 1375 e il 1406, che aveva commissionato per Palazzo Vecchio un ciclo di poeti, condottieri ed eroi fiorentini a voler testimoniare il primato culturale della città come nuova Roma.
Perduto il ciclo di Palazzo Vecchio, ecco che la versione in scala ridotta di questo palazzo rappresenta un'importante testimonianza di quella cultura.
Per quanto riguarda l'autore e la datazione, i documenti sul palazzo riportano come fosse stato incaricato Jacopo di Cione, fratello dell'Orcagna, nel 1366 di affrescare le volte e le pareti di quella che era la sala maggiore dell'Arte. Nella lunetta dei poeti, oltre a Dante e Boccaccio, si vedono le gambe (i busti e i volti sono andati perduti) di altre due figure identificate con Francesco Petrarca e Zanobi da Strada. Boccaccio era il più giovane del gruppo e morì nel 1375, per cui sono stati avanzati dei dubbi sulla reale datazione del lavoro.
Successivamente, nel 1406, Ambrogio di Baldese veniva incaricato di aggiungere al gruppo dei quattro poeti Claudiano, un poeta latino che si riteneva fiorentino e l'appena scomparso Coluccio Salutati stesso. Nel 1444 il giovane Andrea del Castagno fu chiamato a dipingere la figura di Leonardo Bruni nella prima stanza e in seguito Piero Pollaiolo avrebbe rappresentato Poggio Bracciolini e Giannozzo Manetti, opere oggi perdute.

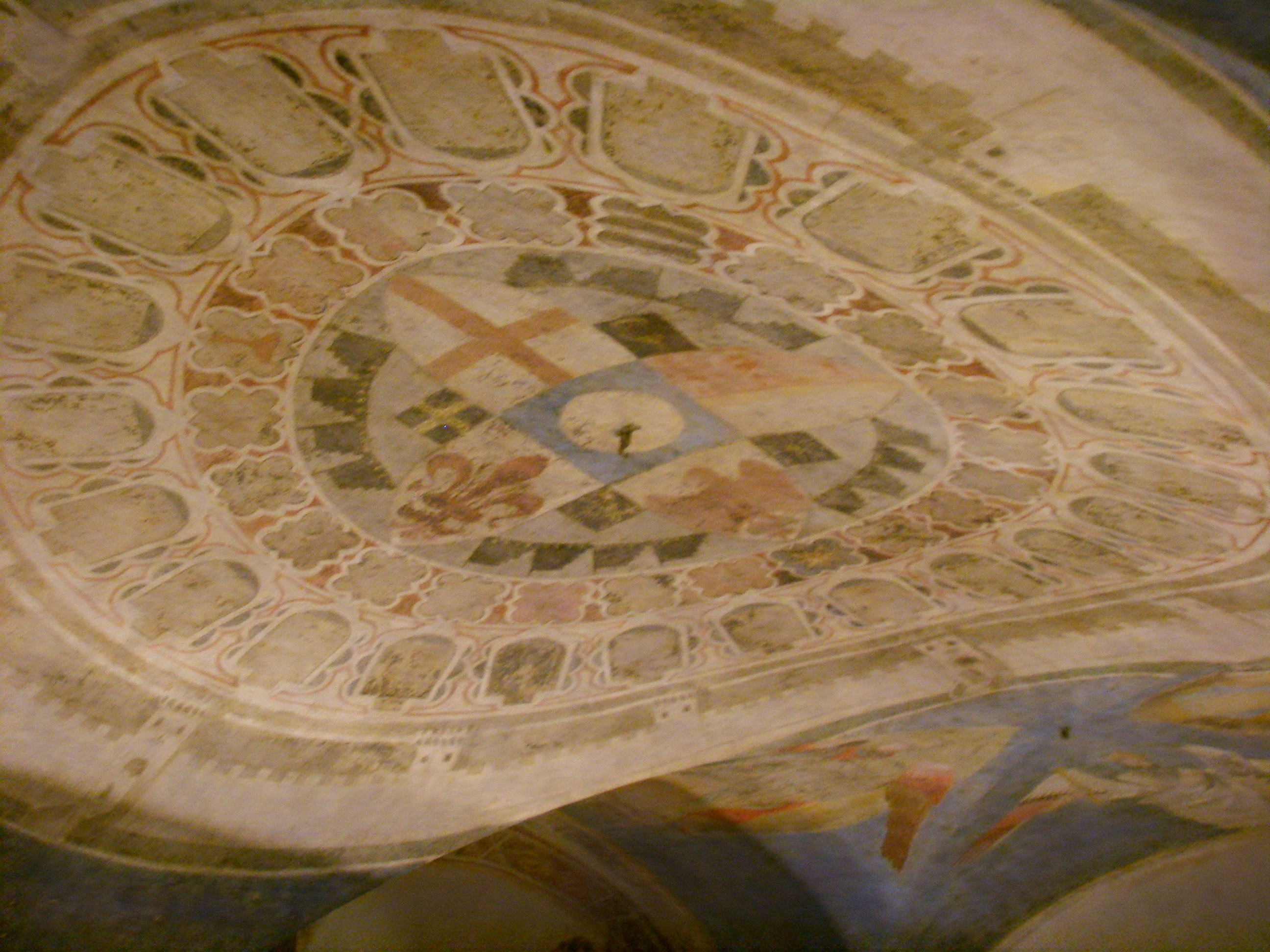
Il soffitto con i simboli di Firenze

Al centro della volta resta ben conservato una raffigurazione "araldica" di Firenze: un cerchio di mura, quelle di Arnolfo di Cambio delinita un campo con decorazioni stemmi disposti a raggiera: a partire dal quello del Comune al centro, si diramano attorno quelli del giglio fiorentino, dell'aquila di parte guelfa e della croce, poi dei quartieri fino a quelli delle ventuno Arti. La forma della circonferenza richiama anche la perfezione e l'armonia di una "nuova Gerusalemme".
Nelle vele si trovano le raffigurazioni della Giustizia, della Fortezza, della Prudenza, della Temperanza e una immagine barbuta non meglio identificata. Nelle altre tre lunette, oltre a quella già citata dei poeti, tutte più deteriorate della volta, si riconoscono un santo con cinque figure, le personificazioni delle qualità della Dialettica e della Retorica e altre, infine una con i resti di quattro teste senza elementi che aiutino l'interpretazione.

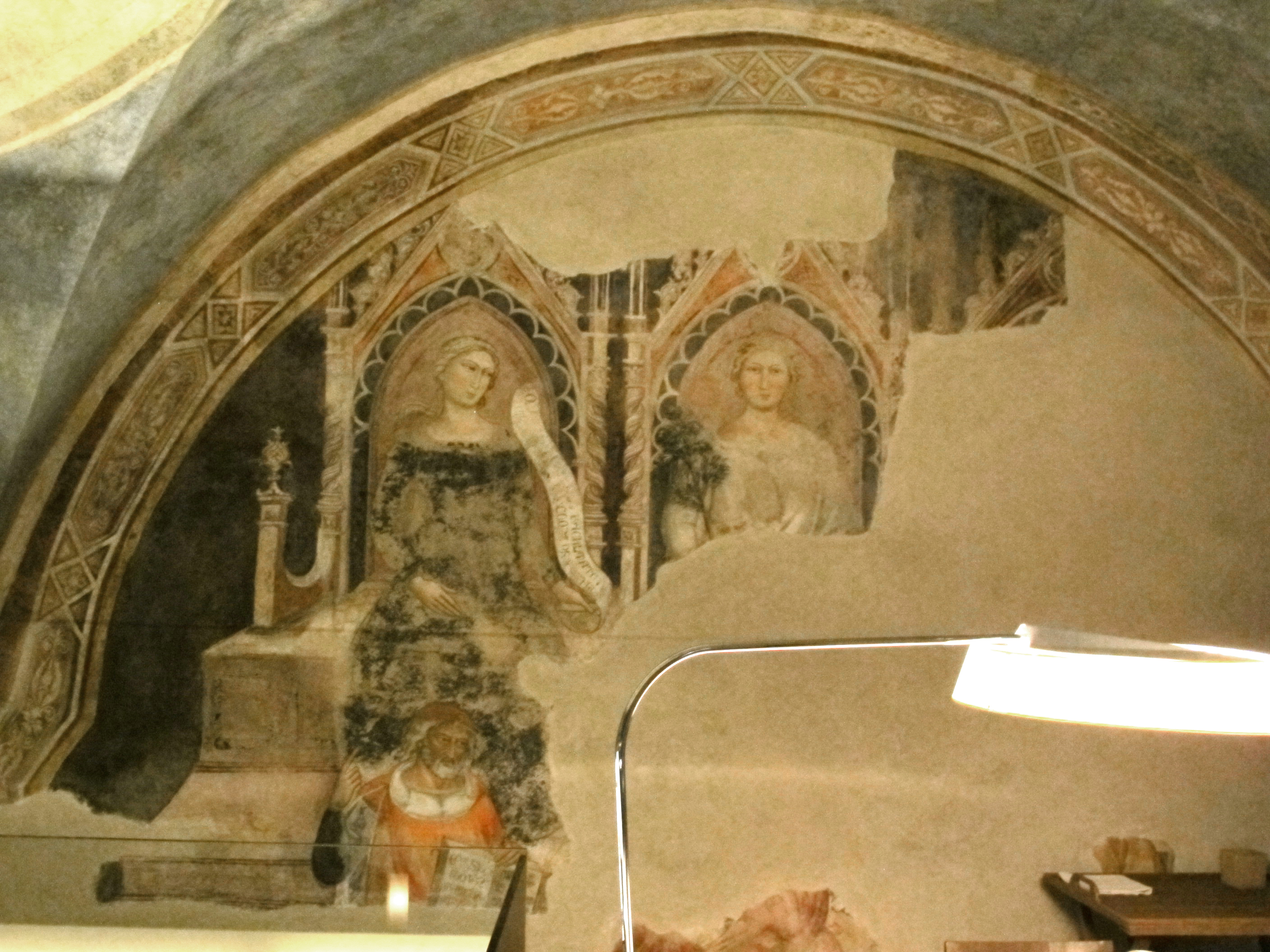
Le personificazioni
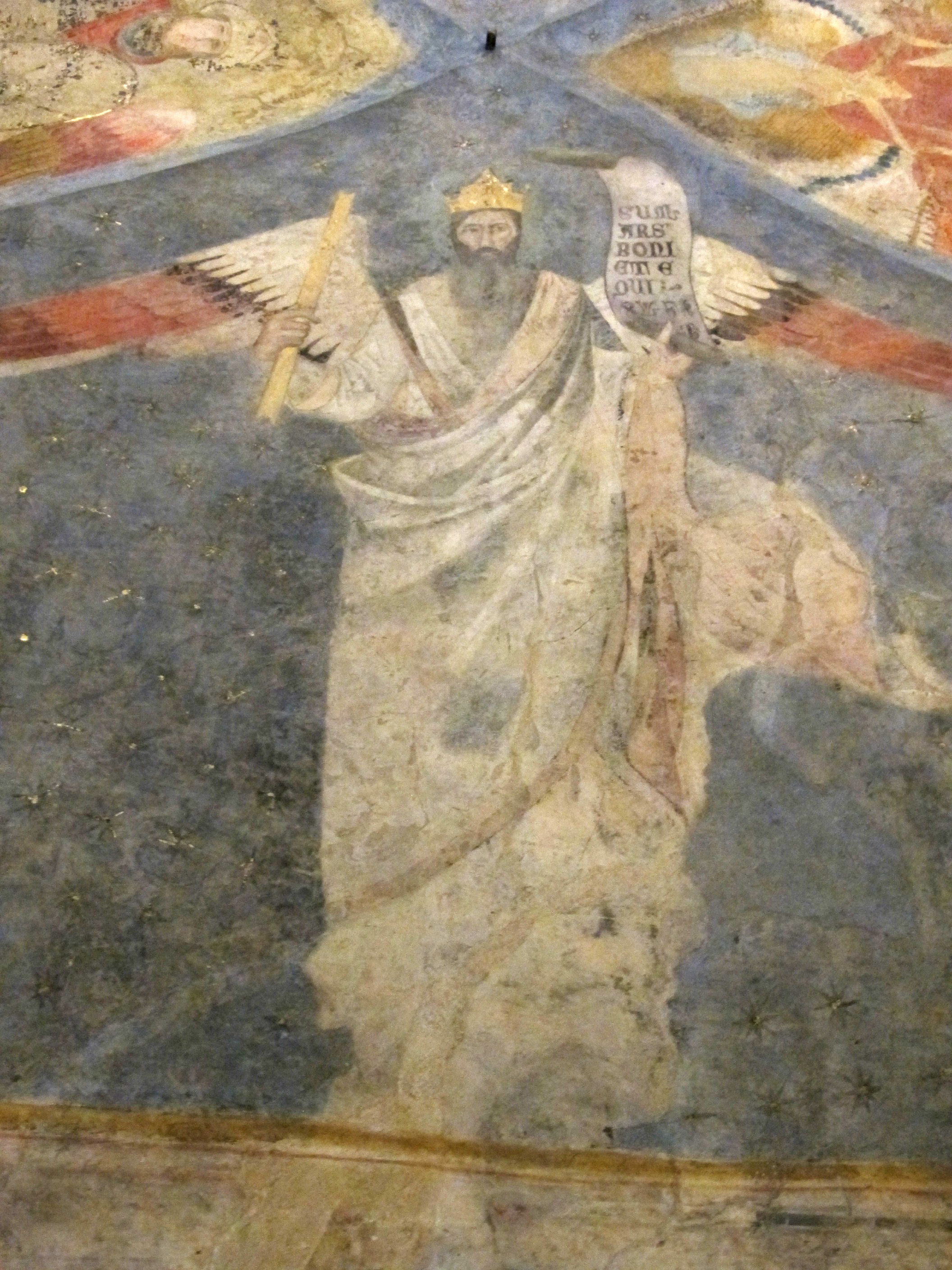
Personificazione barbuta
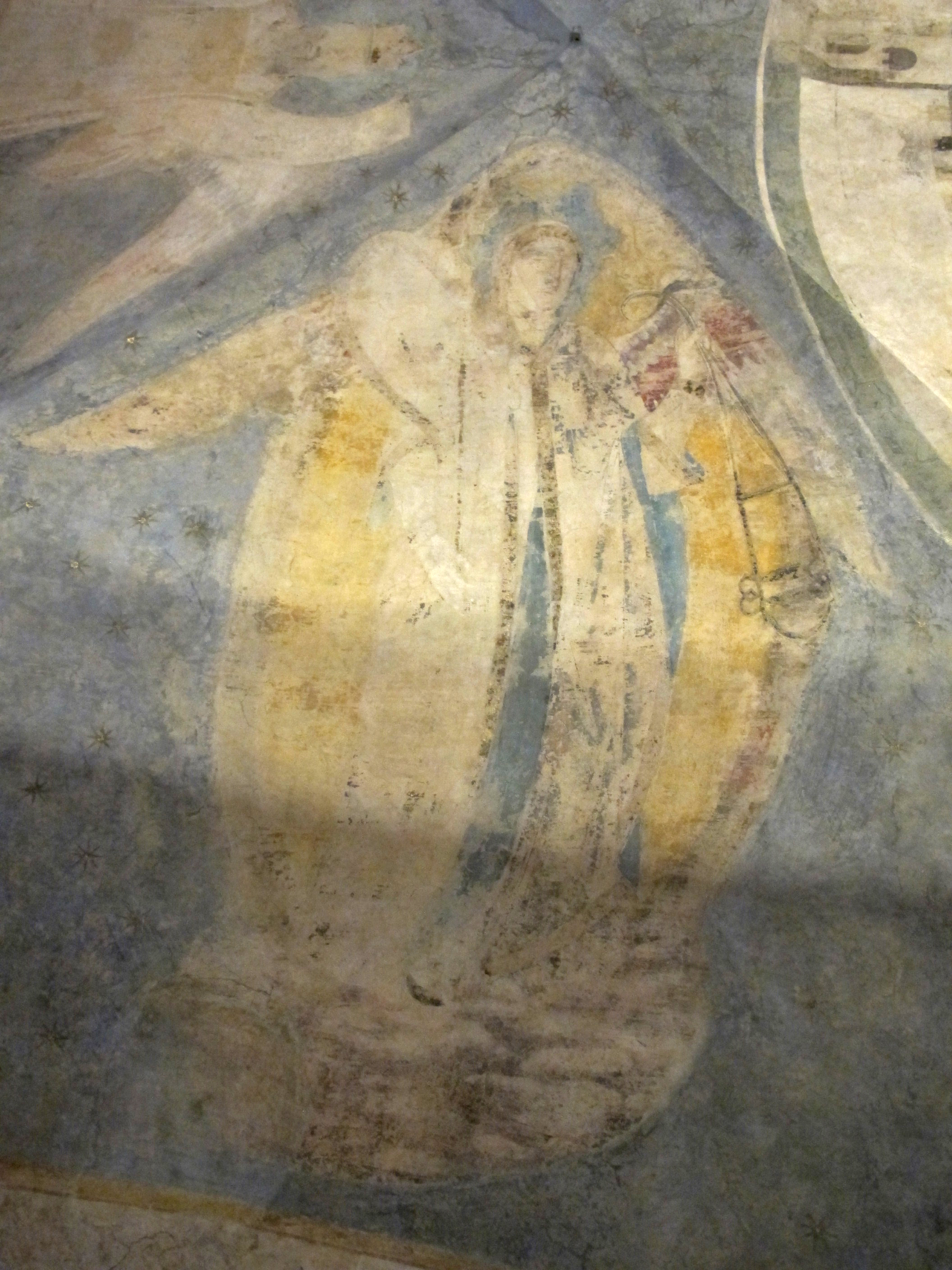
Angelo con turibolo
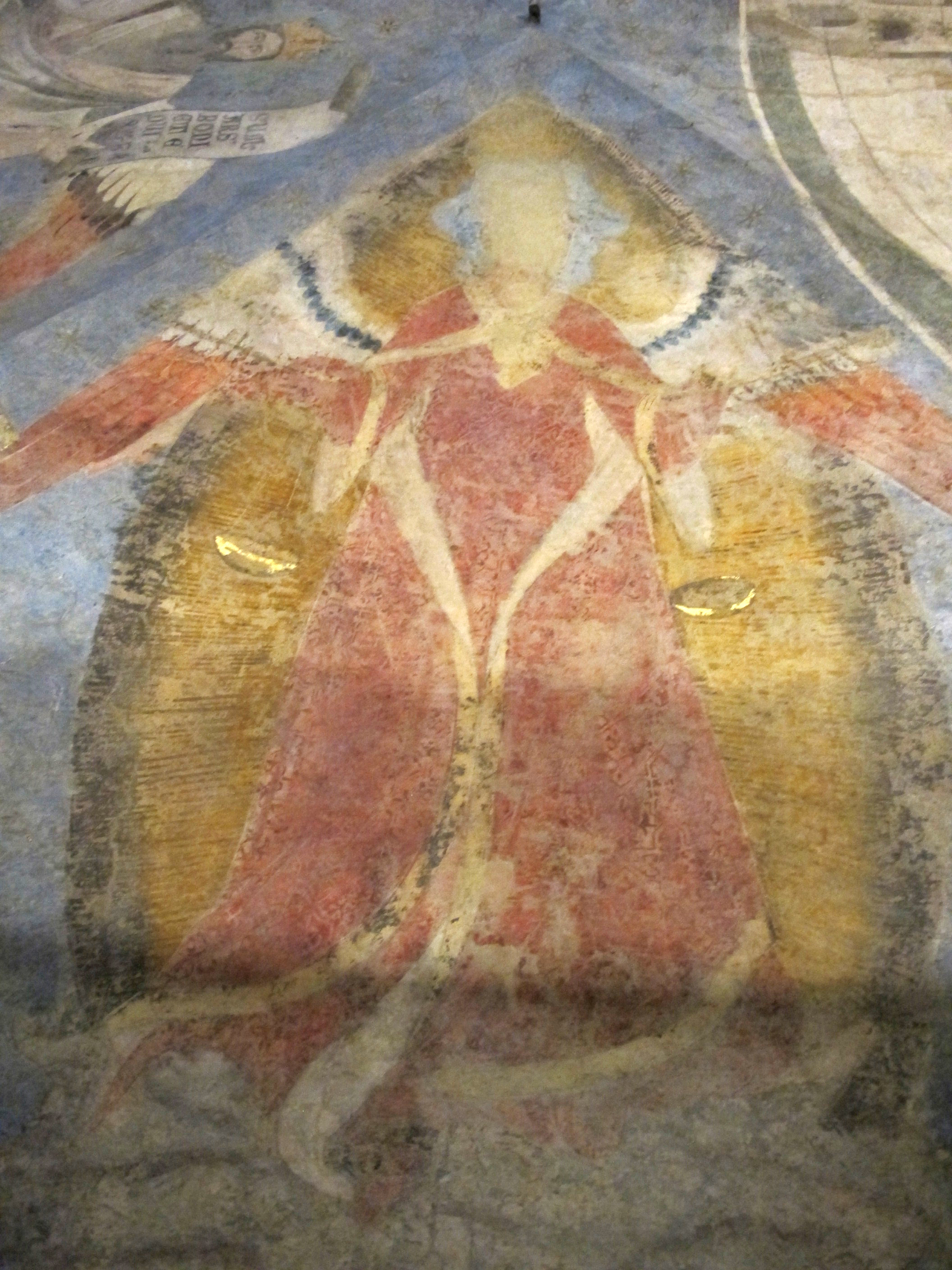
La Giustizia
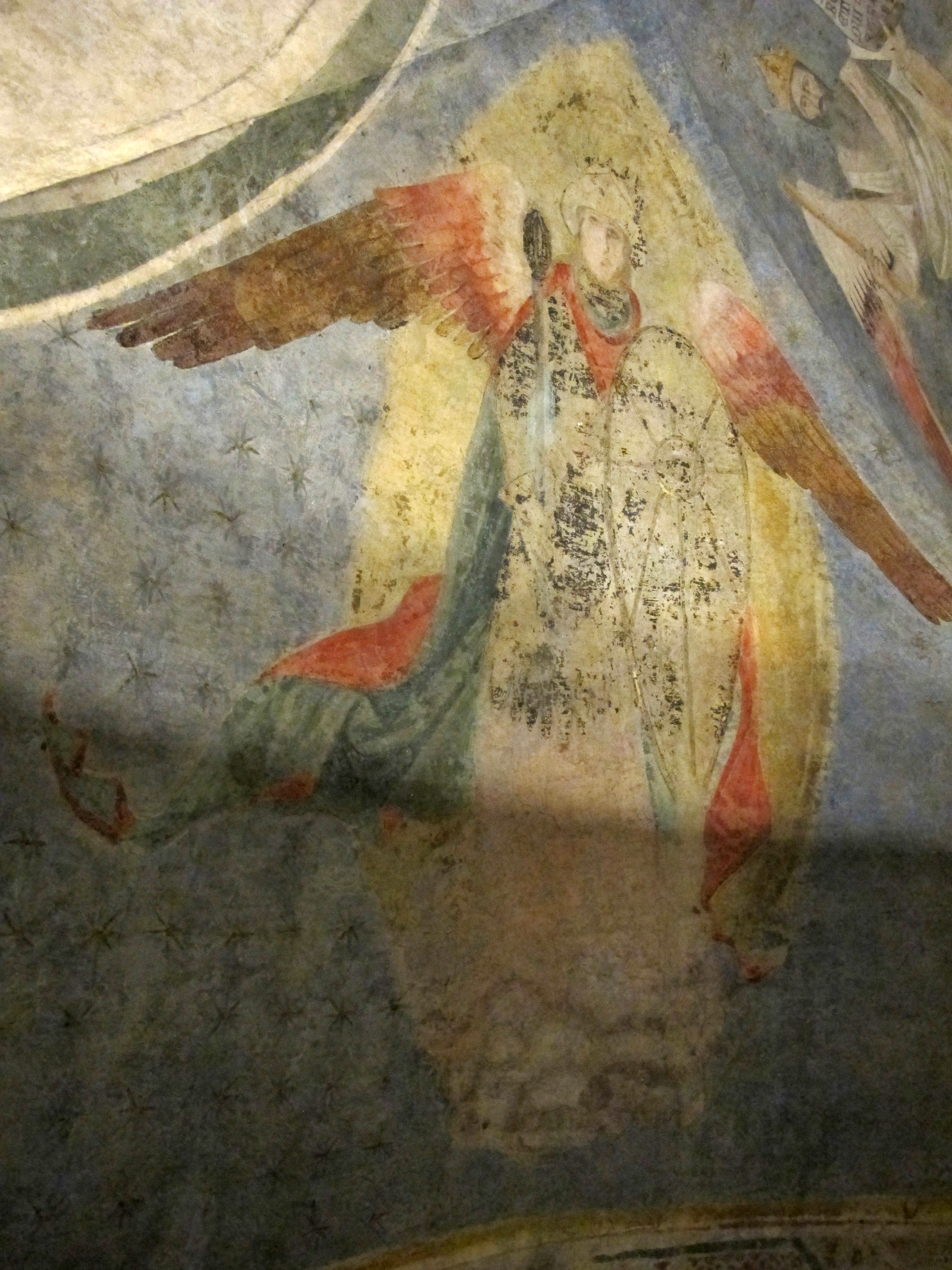
San Michele Arcangelo

### I resti archeologici

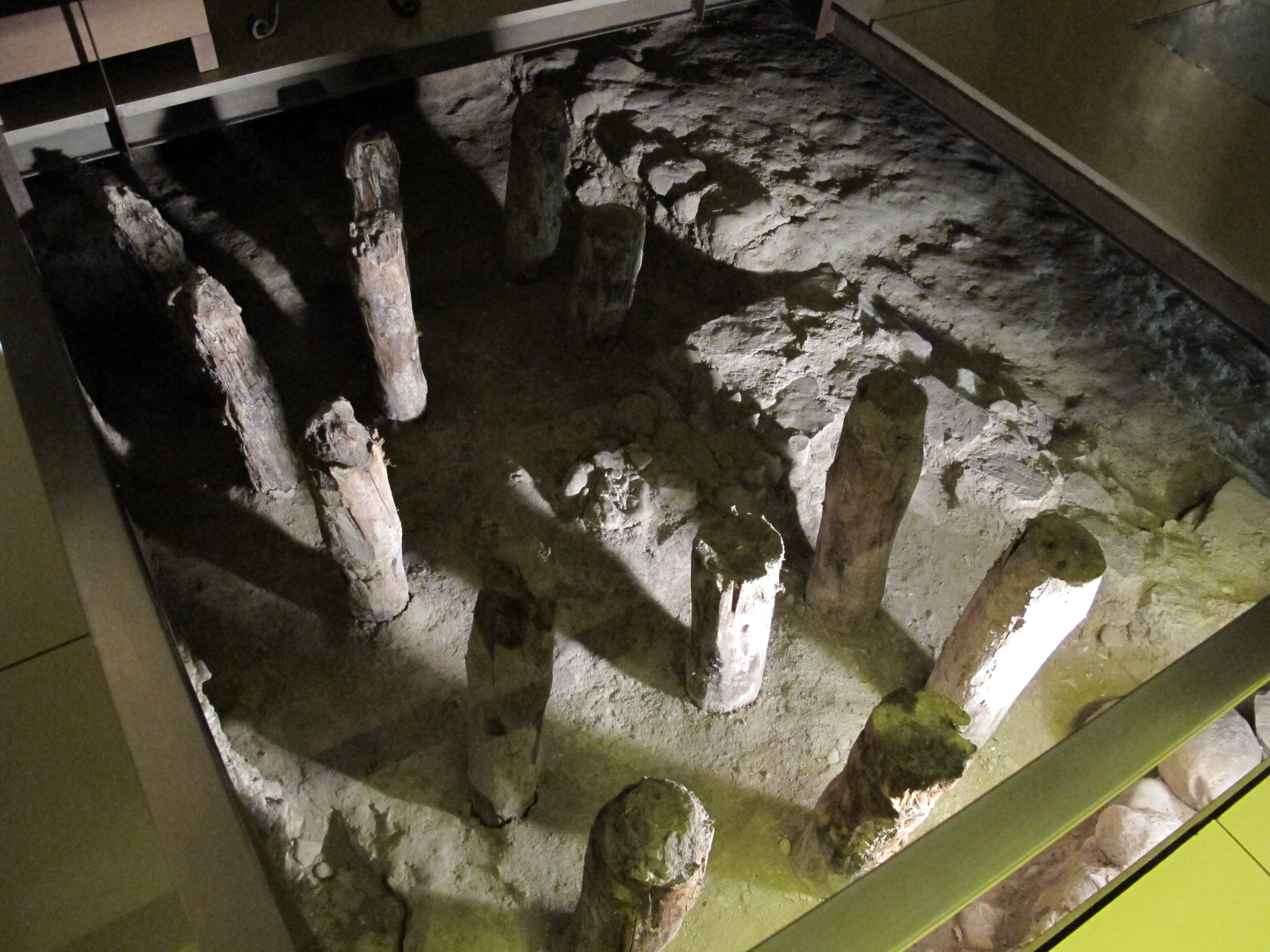
La gualchiera romana

Sotto il palazzo inoltre sono stati condotti alcuni scavi archeologici, in parte ancora in corso, che hanno ritrovato alcune tracce della Florentia romana, addirittura risalenti al I secolo fino alle fondamenta di altri edifici alto medievali fino al IX secolo circa. Suggestivi sono una serie di pali in legno conficcati nel terreno, che dovevano appartenere a una fullonica, utilizzati in conche per la tintura della lana.

## Opere già in loco
- Jacopo di Cione, Pala della Crocifissione, oggi alla National Gallery di Londra

## Bibliografia

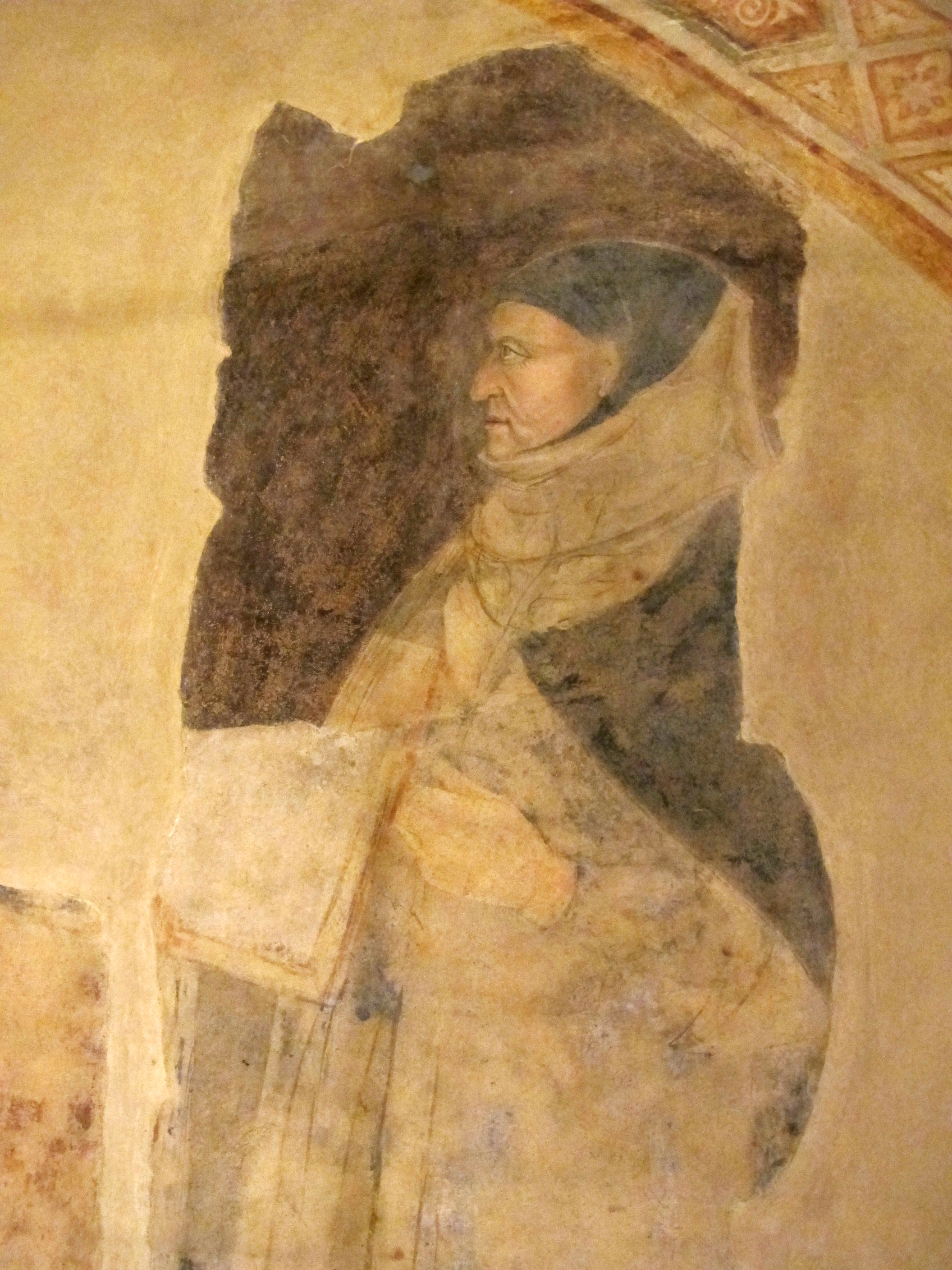
Il ritratto di Boccaccio